# Hedenbergit
Hedenbergit je kalcijsko-željezoviti stijenski silikatni mineral iz grupe piroksena, kemijske formule CaFe[Si2O6]. Crne je do zelenocrne boje, većinom staklastog sjaja i opáki (neprozirni) do poluprozirni. Kristali su kratkoprizmatični, s tipičnim osmerostranim poprečnim presjekom, ali dobro razvijeni kristali su rijetki. Češći je u kompaktnim, zrnatim masama. Školjkastog je loma, a ogreb mu je blijedo zelen. Tvrdoća mu je 5-6, a gustoća 3.2-3.6. 

## Čvrste otopine
Hedenbergit je član važne serije čvrstih otopina piroksena, koja još uključuje augit ((Ca,Na)(Fe,Mg,Al)(Al,Si)2O6) i diopsid (CaMgSi2O6). Hedenbergit je željezom bogati krajnji član te serije. Serija diopsid-hedenbergit analogna je onoj tremolita-aktinolita kod amfibola. 
Osim po jasnoj razlici u kemizmu, hedenbergit se od diopsida razlikuje i prema boji. Naime, hedenbergit je mnogo tamniji od diopsida. 

## Ležišta i nalazišta
Hedenbergit nalazimo u nekim metamorfitima, osobito kontaktno-metamorfnim stijenama i skarnovima. Ima ga i u magmatima te u rudnim tijelima. Dolazi u zajednici s mineralima volastonita, grossulara, andradita, magnetita, aktinolita, galenita, rodonita i kalcita. 
Poznatija nalazišta uključuju Nordmark u Švedskoj, Broken Hill (Australija), regiju Fresno u Kaliforniji te Franklin u New Jerseyu (SAD), otok Elbu i Toscanu (Italija), a ležišta ima i u Kazahstanu.